# Nicola I di Lorena

Stemma dei duchi di Lorena Renato, Giovanni II e Nicola I

Nicola I d'Angiò (Nancy, 1448 – Nancy, 27 luglio 1473) fu duca di Lorena, marchese di Pont-à-Mousson, duca di Calabria e principe di Gerona.

## Origine
Era figlio del duca di Lorena, Giovanni II e di Maria di Borbone (1428–1448), figlia del duca di Borbone Carlo I e di Agnese di Borgogna.

## Biografia
Egli succedette al padre nel 1470 come Duca di Lorena, ed assunse anche i titoli di Marchese di Pont-à-Mousson, Duca di Calabria come erede titolare del Regno di Napoli e Principe di Gerona come erede titolare del Regno d'Aragona.
Egli non prese mai moglie, comunque era stato fidanzato con Anna di Francia, Viscontessa di Thouars, e fece uso del di lei titolo.
Fu il secondo (non contando il nonno Renato di Valois-Angiò che era duca consorte) e l'ultimo Angioino-Capetingio a governare la Lorena, infatti alla sua morte, il Ducato di Lorena e il marchesato di Pont-à-Mousson passarono al cugino Renato, che li ereditò per via femminile e che però apparteneva all'originale Casato di Lorena che vi aveva regnato per secoli prima che il ducato passasse agli Angioini per le nozze del nonno Renato con la duchessa regnante Isabella di Lorena. Mentre i titoli di Duca di Calabria e principe di Girona, usati presso gli Angioini, andarono in disuso.

## Discendenti
Nicola, pur non essendo mai stato sposato, ebbe una figlia illegittima:
- Margherita (?-?), che sposò Giovanni IV du Chabannes, Conte di Dammartin (m. 1503).

## Ascendenza
|                       |                       |                           | Genitori                     |  |  | Nonni |  |  | Bisnonni         |  |  | Trisnonni       |  |
|                       |                       |                           |                              |  |  |       |  |  | Luigi II d'Angiò |  |  | Luigi I d'Angiò |  |
|                       |                       |                           |                              |  |  |       |  |  | Luigi II d'Angiò |  |  | Luigi I d'Angiò |  |
|                       |                       | Maria di Blois            |                              |  |  |       |  |  | Luigi II d'Angiò |  |  |                 |  |
| Renato d'Angiò        |                       |                           |                              |  |  |       |  |  | Luigi II d'Angiò |  |  |                 |  |
|                       |                       | Iolanda di Aragona        | Giovanni I d'Aragona         |  |  |       |  |  |                  |  |  |                 |  |
|                       |                       | Iolanda di Aragona        | Giovanni I d'Aragona         |  |  |       |  |  |                  |  |  |                 |  |
|                       |                       | Iolanda di Aragona        | Iolanda di Bar               |  |  |       |  |  |                  |  |  |                 |  |
| Giovanni II di Lorena |                       | Iolanda di Aragona        |                              |  |  |       |  |  |                  |  |  |                 |  |
|                       |                       | Carlo II di Lorena        | Giovanni I di Lorena         |  |  |       |  |  |                  |  |  |                 |  |
|                       |                       | Carlo II di Lorena        | Giovanni I di Lorena         |  |  |       |  |  |                  |  |  |                 |  |
|                       |                       | Carlo II di Lorena        | Sofia di Württemberg         |  |  |       |  |  |                  |  |  |                 |  |
| Isabella di Lorena    |                       | Carlo II di Lorena        |                              |  |  |       |  |  |                  |  |  |                 |  |
|                       |                       | Margherita del Palatinato | Roberto del Palatinato       |  |  |       |  |  |                  |  |  |                 |  |
|                       |                       | Margherita del Palatinato | Roberto del Palatinato       |  |  |       |  |  |                  |  |  |                 |  |
|                       |                       | Margherita del Palatinato | Elisabetta di Norimberga     |  |  |       |  |  |                  |  |  |                 |  |
| Nicola di Lorena      |                       | Margherita del Palatinato |                              |  |  |       |  |  |                  |  |  |                 |  |
|                       | Giovanni I di Borbone | Luigi II di Borbone       |                              |  |  |       |  |  |                  |  |  |                 |  |
|                       | Giovanni I di Borbone | Luigi II di Borbone       |                              |  |  |       |  |  |                  |  |  |                 |  |
|                       | Giovanni I di Borbone | Anna di Forez             |                              |  |  |       |  |  |                  |  |  |                 |  |
| Carlo I di Borbone    | Giovanni I di Borbone |                           |                              |  |  |       |  |  |                  |  |  |                 |  |
|                       |                       | Maria di Berry            | Giovanni di Valois           |  |  |       |  |  |                  |  |  |                 |  |
|                       |                       | Maria di Berry            | Giovanni di Valois           |  |  |       |  |  |                  |  |  |                 |  |
|                       |                       | Maria di Berry            | Giovanna d'Armagnac          |  |  |       |  |  |                  |  |  |                 |  |
| Maria di Borbone      |                       | Maria di Berry            |                              |  |  |       |  |  |                  |  |  |                 |  |
|                       |                       | Giovanni di Borgogna      | Filippo II di Borgogna       |  |  |       |  |  |                  |  |  |                 |  |
|                       |                       | Giovanni di Borgogna      | Filippo II di Borgogna       |  |  |       |  |  |                  |  |  |                 |  |
|                       |                       | Giovanni di Borgogna      | Margherita III delle Fiandre |  |  |       |  |  |                  |  |  |                 |  |
| Agnese di Borgogna    |                       | Giovanni di Borgogna      |                              |  |  |       |  |  |                  |  |  |                 |  |
|                       |                       | Margherita di Baviera     | Alberto I di Baviera         |  |  |       |  |  |                  |  |  |                 |  |
|                       |                       | Margherita di Baviera     | Alberto I di Baviera         |  |  |       |  |  |                  |  |  |                 |  |
|                       |                       | Margherita di Baviera     | Margherita di Brieg          |  |  |       |  |  |                  |  |  |                 |  |
|                       |                       | Margherita di Baviera     |                              |  |  |       |  |  |                  |  |  |                 |  |